# La Voie Appienne (Via Appia) au soleil couchant
La Voie Appienne (Via Appia) au soleil couchant (en russe : Аппиева дорога (Via Appia) при закате солнца) est une peinture de paysage du peintre russe Alexandre Ivanov (1806—1858), réalisée en 1845. Elle appartient à la Galerie Tretiakov (reprise à l'inventaire sous le no 2590). Ses dimensions sont de 44 × 61 cm,. La toile a été acquise par Pavel Tretiakov vers 1880 au plus tard (probablement dans la seconde partie des années 1870).
La toile représente la vue vers Rome, le long de la Voie Appienne, l'une des plus anciennes voies romaines, dont la construction a commencé en 312 av. J.-C.,. La route passe entre les ruines d'ancienne tombes, et, au loin, les silhouettes de bâtiments romains apparaissent, parmi lesquelles on reconnaît la coupole de la basilique Saint-Pierre. Le projet de réaliser cette toile est né à l'été 1845, lors du voyage d'Alexandre Ivanov avec le peintre Egor Soltsev (ru) dans les environs de Rome. Selon Ivanov, il était à la recherche d'endroits intéressants et « a été frappé par la vue de Rome à hauteur de la neuvième verste, au lac d'Albano »,,.
De l'avis de l'historien d'art Mikhaïl Alpatov, cette toile « permet de voir le paysage sans rien perdre de la signification propre à la peinture d'histoire », et aucun auteur paysagiste travaillant sur l'Italie « n'a réussi à perpétuer l'image de la ville éternelle de Rome de manière aussi majestueuse tout en restant simple, comme l'a fait ce maître avec sa Via Appia. Selon la critique d'art Svetlana Stepanova (ru), la Via Appia est devenue « la quintessence de la conception artistique d'Ivanov, l'incarnation de sa conscience d'artiste, l'image de sa vision créatrice ».

## Histoire
En 1830, Alexandre Ivanov part en Italie comme pensionnaire de la Société impériale d'encouragement des beaux-arts et, à partir de 1831, il vit et travaille à Rome. En 1834-1835, il réalise le tableau intitulé L'Apparition du Christ à Marie Madeleine après la Résurrection, puis se consacre pleinement à la création de son chef-d'œuvre, la toile de L'Apparition du Christ au peuple, qu'il terminera plus de vingt ans plus tard en 1857,,,.

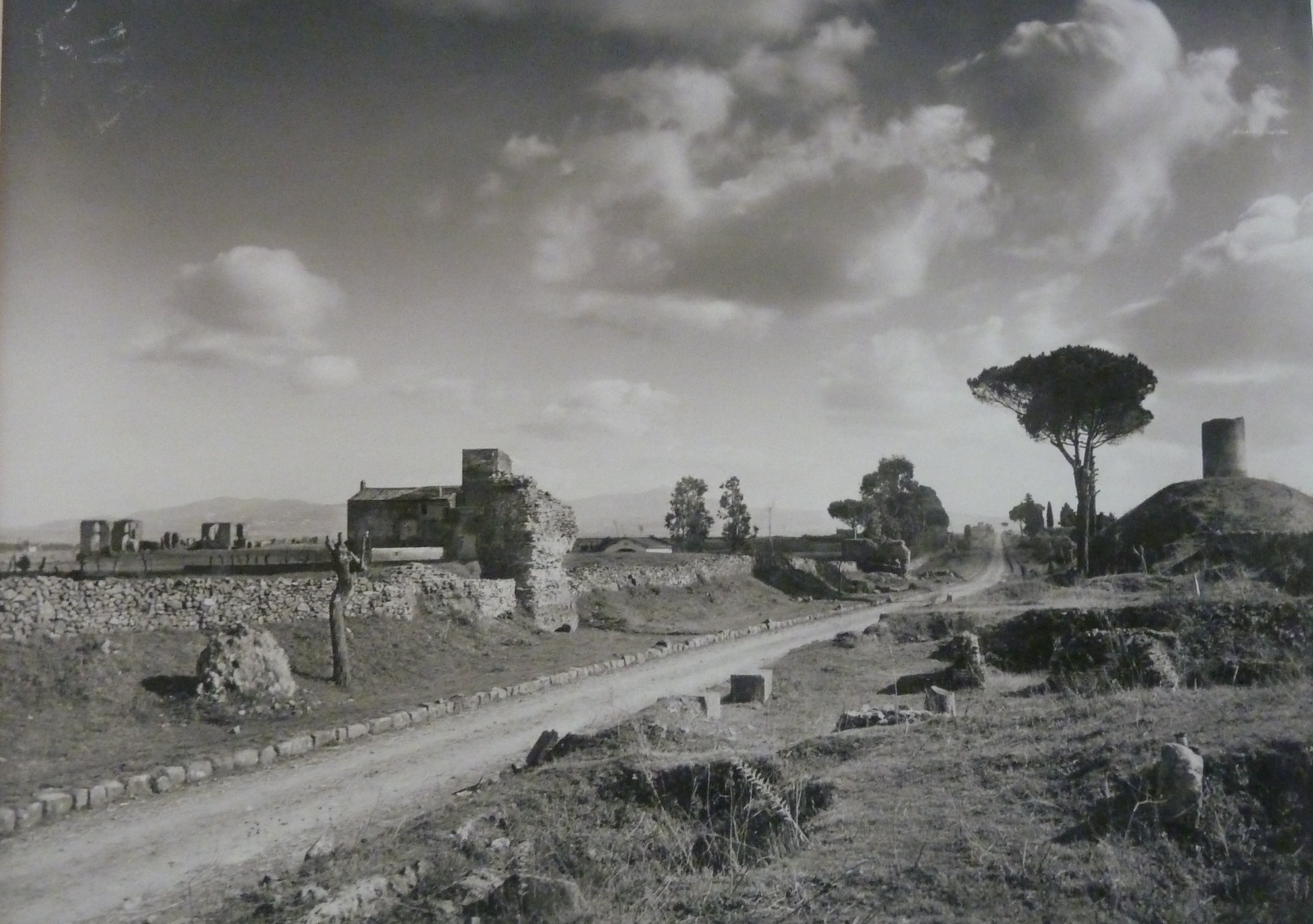
Voie Appienne (vers 1900)

En 1845, Ivanov s'est chargé de la tutelle d'un jeune peintre paysagiste arrivé à Rome (plus tard également intéressé par la mosaïque), Egor Solntsev (ru),. Dans une lettre au poète Nikolaï Iazykov, datée de 1845, Alexandre Ivanov écrit : « Tout mon temps libre était occupé par Solntsev, à qui j'ai beaucoup appris. C'est du minerai d'or, et de l'or russe, cet Egor ; il faut s'occuper de lui. Il est tout espoir pour ses 26 ans ». Dans la même lettre, Ivanov raconte à Iazykov ses randonnées avec Solntsev dans les environs de Rome : « On a voyagé à la recherche d'endroits les plus beaux ; il a été frappé par la vue que l'on a de Rome à hauteur de la neuvième verste près du lac d'Albano, et on s'est occupé des possibilités picturales à propos de cette vue »,,. Ivanov souligne la complexité et la durée de travail nécessaire pour un tel paysage et écrit à Fiodor Tchijov (ru) : « ...On va peindre, on va peindre, mais finalement Solntsev conclut que c'était impossible, et moi que c'était très difficile. Au début, Solntsev ne parvenait pas à saisir la moindre chose, comme anéanti par les difficultés ; moi, je m'acharnais encore, mais cela m'occuperait au moins un mois. Par contre, ce serait beau. », Le récit du peintre montre qu'Ivanov considérait son paysage comme inachevé, malgré le fait qu'il y avait consacré beaucoup de temps.
Le paysage La Via Appia au coucher du soleil a été acheté par Pavel Tretiakov avant 1880. Cette acquisition est confirmée par la publication, en 1880, de la liste des œuvres d'Alexandre Ivanov se trouvant dans les collections de Tretiakov : parmi celles-ci, La Via Appia sous le soleil couchant est reprise avec ses mesures en verchoks et le prix payé à l'achat soit 300 roubles. Pavel Tretiakov a commencé à rassembler des tableaux d'Ivanov en 1858, en acquérant deux petites études lors de l'exposition posthume d'Ivanov, lequel est décédé en 1858. En 1873, Tretiakov demande au peintre Fiodor Bronnikov d'informer l'architecte Sergueï Ivanov (le frère du peintre Alexandre Ivanov) de son souhait d'acheter des œuvres de son frère Alexandre. En 1876, Sergueï Tretiakov (ru), le frère de Pavel, arrive à Rome pour sélectionner dix œuvres d'Alexandre Ivanov et les ramener en Russie. En février 1877, Sergueï Ivanov est décédé et c'est le peintre et collectionneur Dmitri Botkine (ru) qui a étudié l'héritage des frères Ivanov et l'a fait envoyer en Russie, en signalant à Pavel Tretiakov qu'il pouvait être l'un des premiers à voir et à choisir ce qui lui plaisait. Quand les œuvres d'Ivanov sont arrivées en Russie, Mikhaïl Botkine (le frère de Dmitri) a informé Tretiakov qu'il restait des pièces intéressantes, mais qu'elles n'étaient pas pour rien et qu'il était le premier à pouvoir les voir. En fait, une partie des œuvres avait été choisie par Mikhaïl Botkine pour lui-même et son frère Dimitri. Parmi les toiles que Tretiakov a pu acquérir se trouvait La Voie Appienne.
Aujourd'hui, la toile se trouve en salle no 10 du corpus des ingénieurs de la Galerie Tretiakov, ruelle Lavrouchinski no 12 à Moscou.

## Description
La Voie Appienne (Via Appia) est l'une des plus belles routes romaines pavées, construite en 312 av. J.-C., sous le censeur Appius Claudius Caecus. Elle a une largeur de 4-4,5 mètres et relie Rome au sud de la péninsule italienne : un tronçon a d'abord été construit jusqu'à Capoue, puis, en 244 av. J.-C., jusqu'au port de Brindisi. Près de la partie la plus ancienne de la route, dans les environs de Rome, les nobles patriciens faisaient construire leurs villas, et le long de la route étaient édifiées les tombes et pierres tombales des citoyens en vue de la ville. Selon les textes apocryphes les Actes de Pierre, c'est sur cette route que l'apôtre Pierre a vu apparaître le Christ, auquel il s'est adressé en demandant Quo Vadis Domine, « Où vas-tu Seigneur ? ». Jésus lui répond (dans la traduction latine) : « Romam eo iterum crucifigi (Je vais à Rome pour être de nouveau crucifié) »,.
Dans une lettre adressée à Nikolaï Iazykov, Alexandre Ivanov donne une description détaillée de « Rome à la neuvième verste » : « … l'ancienne voie Appia, avec des deux côtés des ruines de tombeaux de nobles romains ; au second plan, l'aqueduc, la moitié de la route d'Albano puis derrière lui les ruines de la Rome antique, et au milieu la basilique Saint-Pierre, qui règne au-dessus des ruines, puis Viterbe, les collines, et tout cela au coucher du soleil ! Peut-être peut-on imaginer que Pierre ou le catholicisme sont triomphants, tandis que le monde antique est à son coucher de soleil. Si vous avez vu cet endroit par beau temps et encore en pleine lumière, alors je ne sais pas ce que vous aimerez mieux après cela »,,.

Détails.
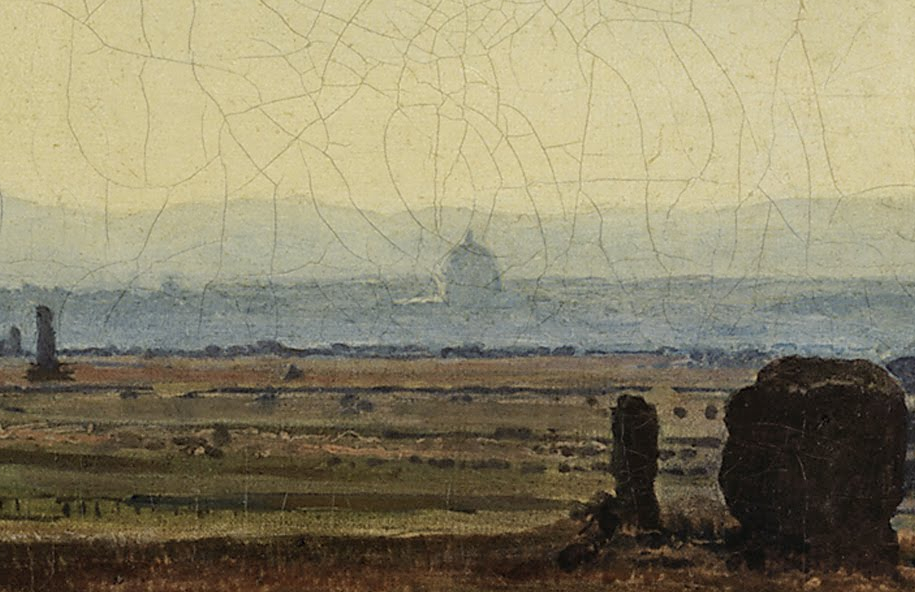
La basilique Saint-Pierre.
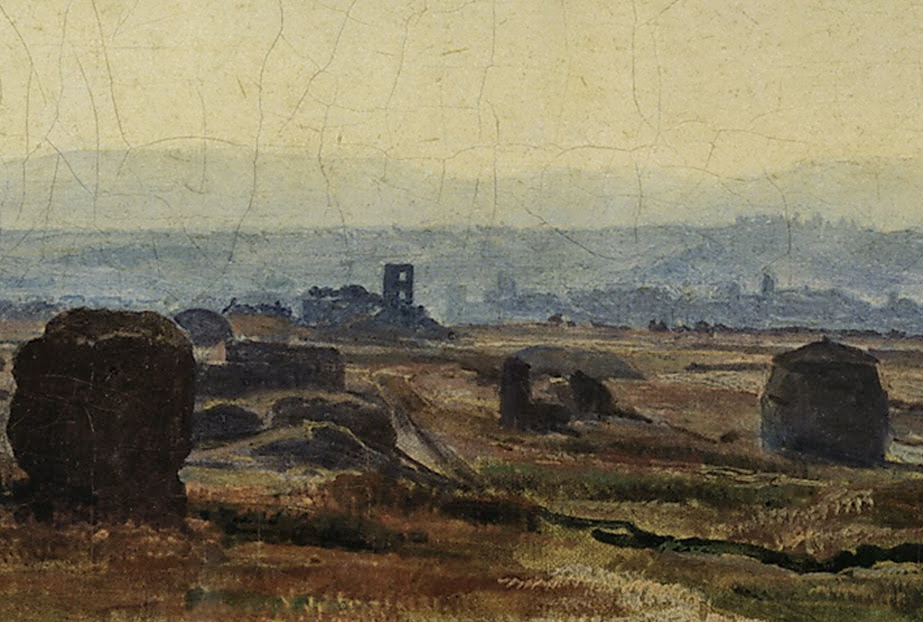
Dénivelé au centre du tableau correspondant à la voie appienne, tombes, ruines de villas.
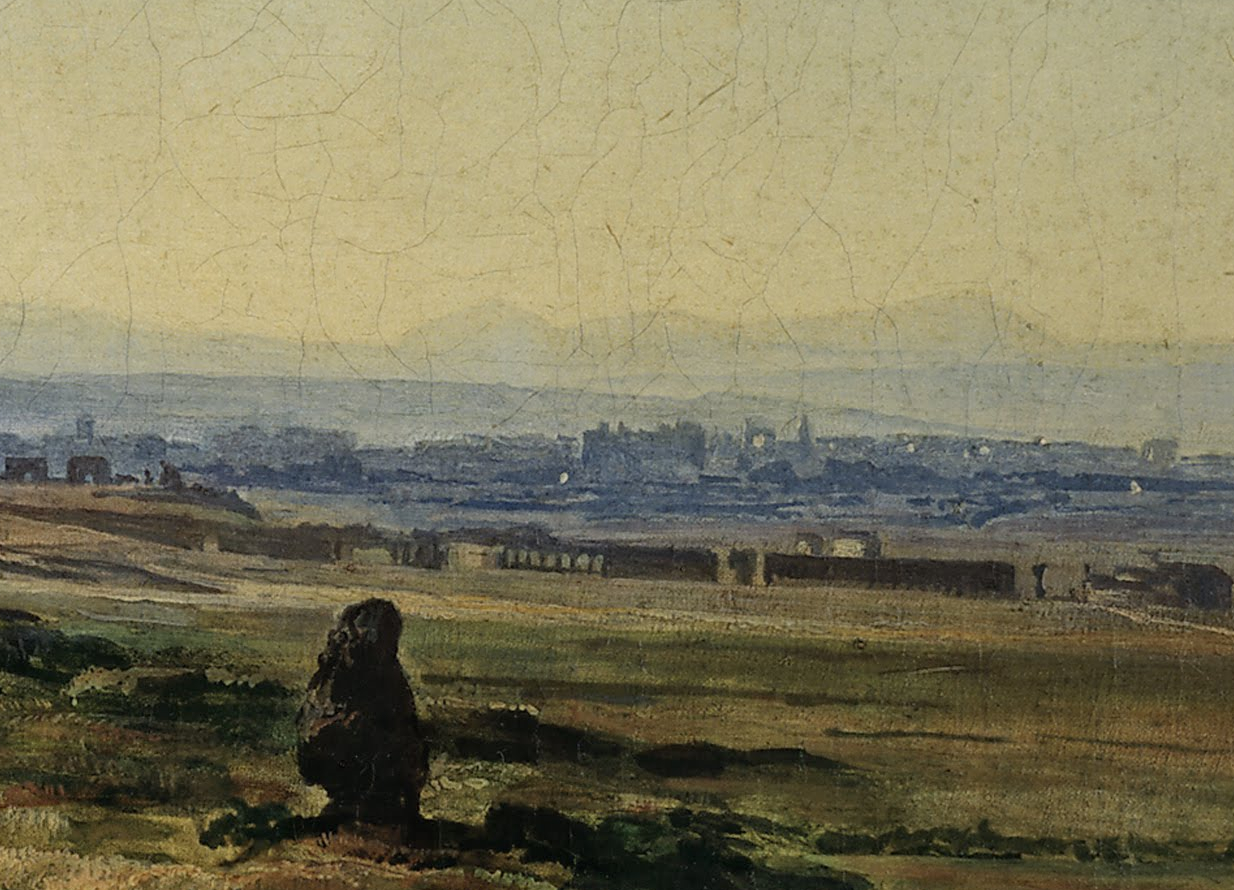
Vue de l'aqueduc de Claude.

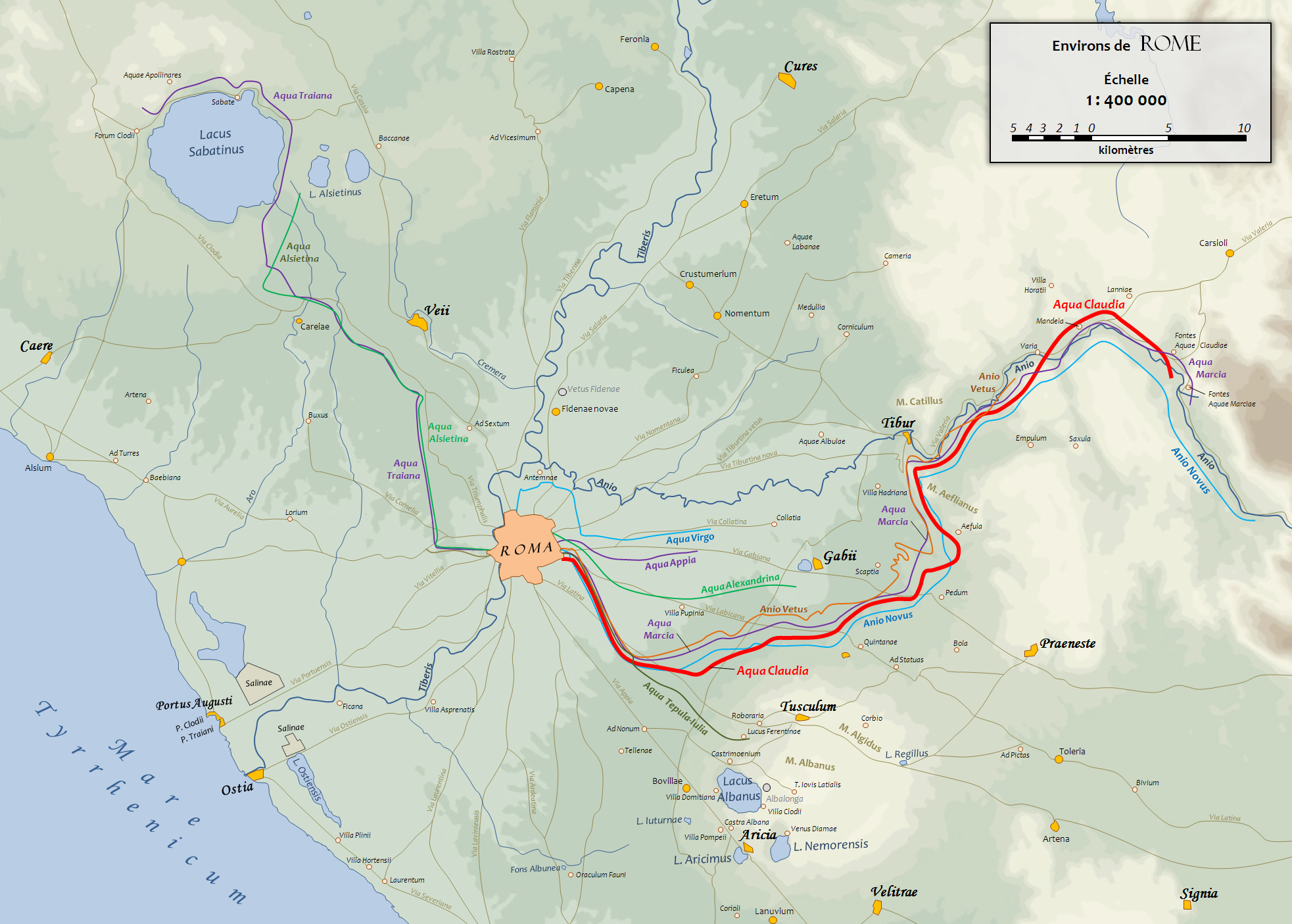
Aqueduc de l'Aqua Claudia et lac d'Albano (Lacus Albanus).

Le tableau représente le moment du coucher du soleil, quand le soleil est déjà en dessous de l'horizon et que c'est le crépuscule. À ce moment, tout change d'aspect, le ciel bleu devient jaune, le chaînes de montagne prennent également une coloration jaune. Au premier plan, la terre est recouverte de bruyère,. Pour la représenter, Ivanov utilise « un système de poses multicouches », qui lui permet d'obtenir une richesse de couleurs : de larges touches de rouge ocre sont interrompues par des bandes sinueuses de couleur olive, qui sont recouvertes par des combinaisons complexes de nuances brun-rouge et dorées. Cette technique permet de créer une impression de transition sans fin, en douceur, des couches de terre. Sur le terrain, des épis d'herbe pointent autour des silhouettes de constructions urbaines en ruine. Dans l'ensemble, la surface de terre est traitée de manière sommaire, parce qu'elle ne doit pas trop attirer l'attention. L'espace se déroule lentement jusqu'au fond du tableau, les ruines des tombes servant de points de repère,. Les éléments éloignés du décor sont rendus « avec une précision et un soin impeccables », ce qui permet de donner à la petite silhouette de la basilique Saint-Pierre la signification de symbole de toute la ville. La lumière douce du soleil couchant donne du lyrisme au paysage, et l'interprétation réaliste est combinée avec la vision romantique du monde de l'auteur, « qui réfléchit au temps qui passe irrémédiablement, à la fragilité de l'être, à l'épanouissement puis au déclin des grandes cultures.

## Critiques
L'historien d'art Mikhaïl Alpatov écrit à propos de La Voie Appienne que ce tableau a été créé par Ivanov « dans ses années de pleine maturité comme paysagiste ». Selon Alpatov, le peintre a réussi « à choisir un point de vue contribuant à une impression de naturel et de simplicité », et « sans maniérisme ni conventions, sans effets spéciaux, il a disposé toute sa composition sans rien inventer ». Le critique d'art remarque aussi que, dans La Voie Appienne, Ivanov reste fidèle au réalisme et qu'on « peut voir le paysage sans rien perdre de la signification de la peinture historique ». Aucun maître paysagiste italien « n'a réussi à perpétuer l'image de la ville éternelle aussi majestueusement et avec une telle simplicité, que le grand maître russe dans La Voie Appienne ».

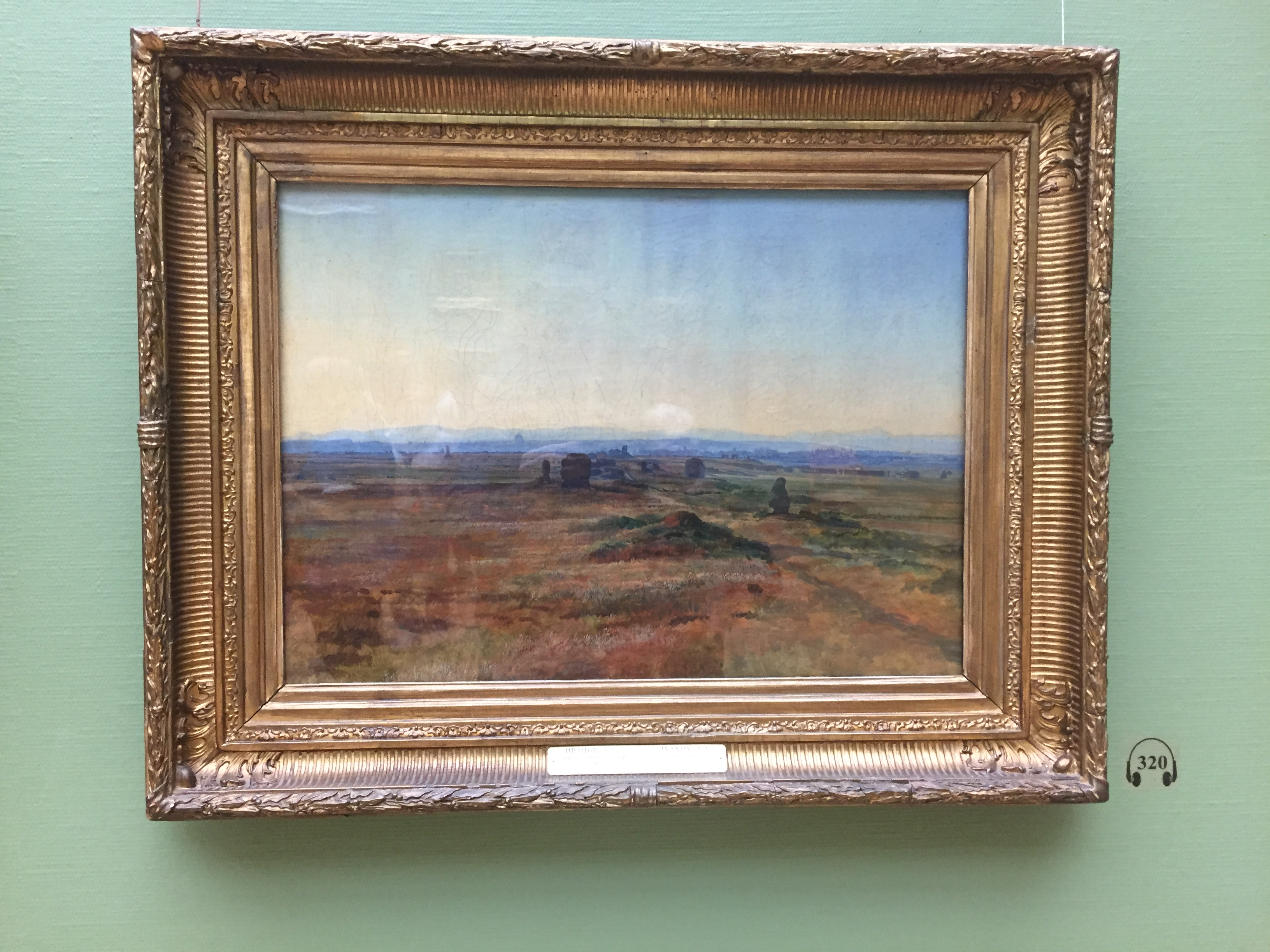
Le tableau La Voie Appienne au soleil couchant à la Galerie Tretiakov

Dans son ouvrage « Le plein air dans la peinture russe du XIXe siècle », l'historienne d'art Olga Liaskovskaïa écrit : « La Voie Appienne au coucher du soleil, en dépit de son apparente imperfection, exprime tout ce qui est fondamental : le charme du coucher de soleil, le relief de la plaine qui s'étend, les contours des montagnes lointaines », et la beauté du paysage est accentuée parce qu'il « est peint l'été quand la verdure des prairies a roussi ». L'artiste, ajoute la critique, « a réussi a éviter toute exagération, toute tentation d'apporter quelque chose provenant seulement de lui et non de la majesté de la nature ».
Le critique d'art Vitali Manin (ru) considère La Voie Appienne d'Ivanov comme l'une des œuvres les plus significatives parmi celles d'Alexandre Ivanov. Elle représente une plaine roussie couverte de ruines du paysage historique. Selon Manin, La Voie Appienne est une réflexion et sur l'histoire ancienne, et sur l'époque contemporaine : « l'histoire est comparée à la modernité ». Le critique remarque la très grande authenticité de cette représentation d'une terre qui a supporté beaucoup d'évènements au cours de son histoire et qui résiste à toute dérision à son propos » et « fait appel à la réflexion sur une expérience qui ne s'apprend pas dans les livres ». Ce que l'on trouve encore, écrit-il, « ce n'est pas une philosophie, ni un fantasme, ni de la logique, mais une expérience émotionnelle du destin d'un pays magnifique ».
Svetlana Stepanova (ru), critique d'art, écrit que La Voie Appienne « a acquis la valeur d'une toile complètement achevée ». Pour elle , l'objet principal de la toile n'est pas tant la route en soi, mais « la route comme chemin vers un monde sans limites, qui va presque en ligne droite jusqu'à la basilique Saint-Pierre, puis se précipite vers les montagnes et le ciel, qui se dissolvent dans un firmament jaunissant ». Selon Stepanova, La Voie Appienne est devenue la quintessence des conceptions artistiques d'Ivanov, l'incarnation de ses propriétés artistiques les plus importantes, l'image qui emprunte son chemin créatif ».